# 諾斯特姆航空

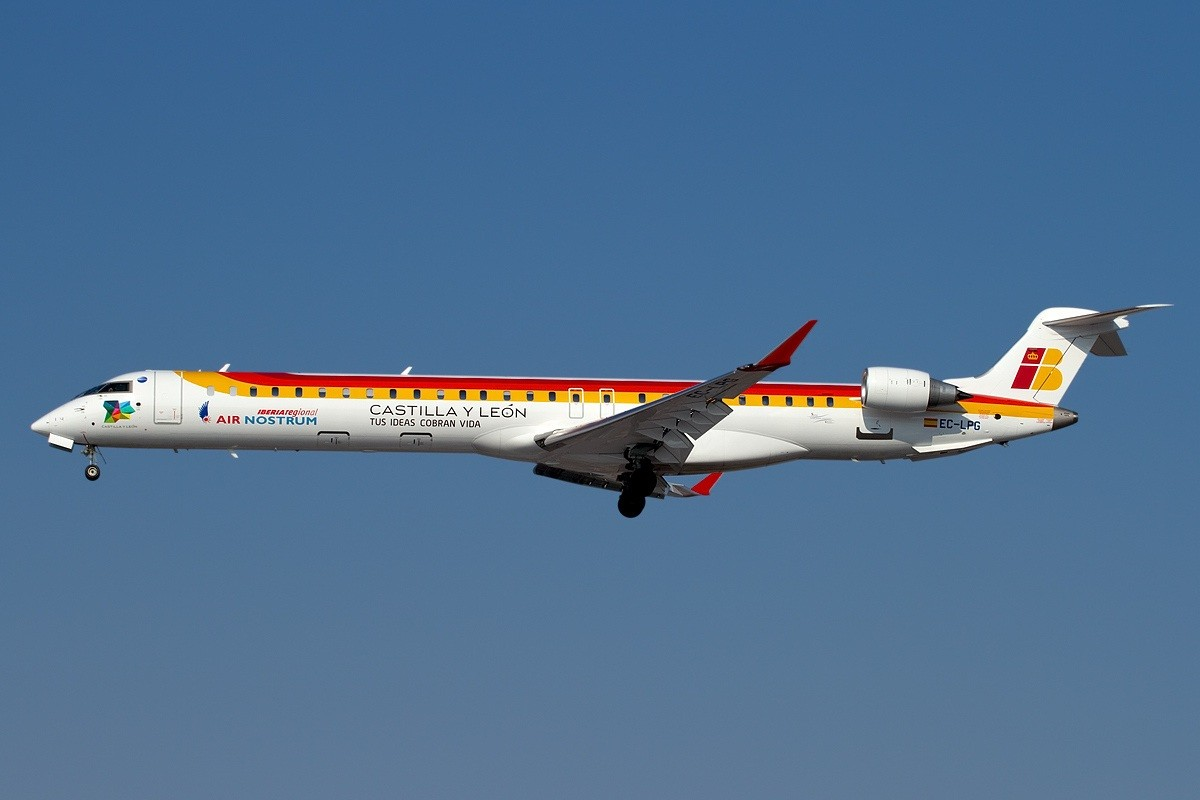
諾斯特姆航空其中一台在波隆納機場的龐巴迪CRJ1000客機

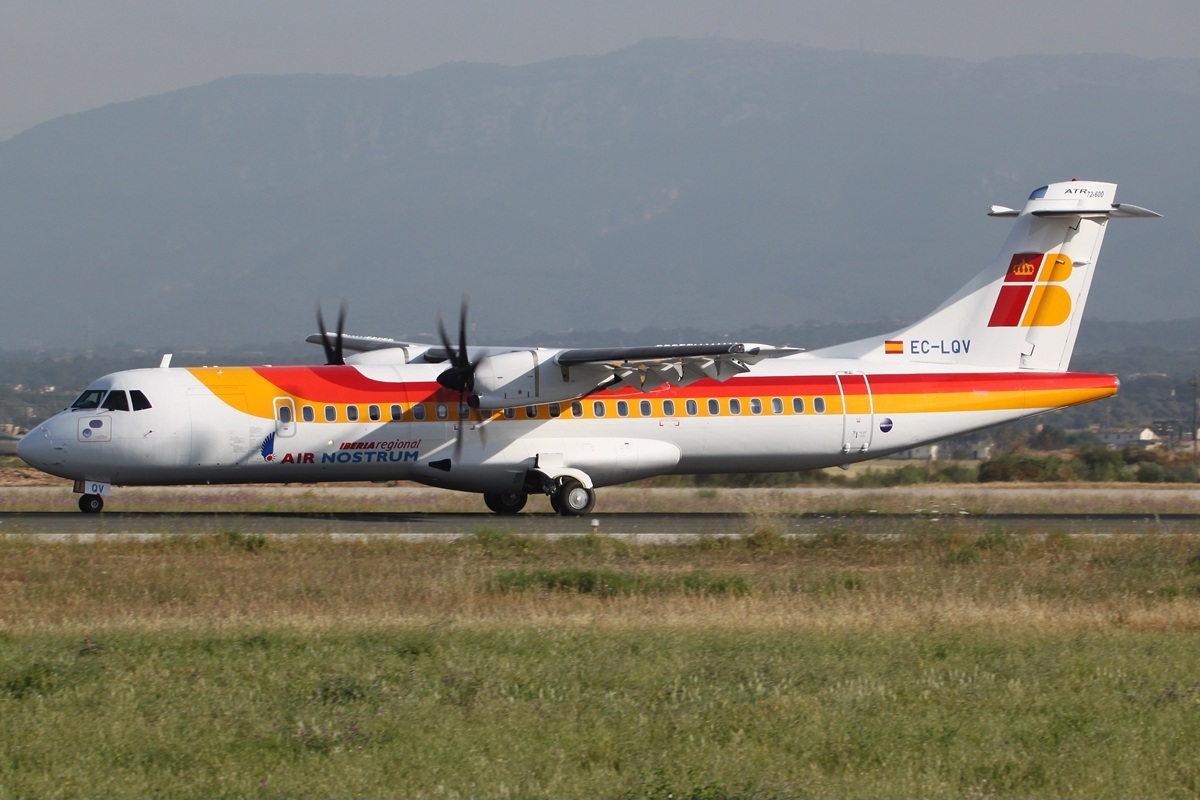
諾斯特姆航空其中一台在马略卡岛帕尔马机场的ATR 72客機

諾斯特姆航空是西班牙巴倫西亞的一家航空公司。

## 機隊
截至2024年3月，諾斯特姆航空機隊的飛機平均機齡為11.5年。該公司官方網頁顯示有ATR 72-600、CRJ-200、CRJ-900和CRJ-1000這四種型號。

## 外部連結
- 官方網頁（页面存档备份，存于）